# Sigurður Breiðfjörð
Sigurður Breiðfjörð (4 mars 1798 - 1846) est un poète islandais. 

## Biographie
Il apprend le métier de tonnelier pendant quatre ans à Copenhague et exerce ensuite cette fonction en Islande et au Groenland. Sa création est abondante et son œuvre de poésie traditionnelle, notamment ses cycles de rímur, très populaire. Núma rímur est son œuvre la plus connue.